# Gregor MacGregor
Gregor MacGregor (ur. 1786, zm. 1845) – brytyjski żołnierz i oszust.

## Życiorys
Urodzony w 1786 r. W młodości marynarz Royal Navy, od 1811 r. przebywał w Wenezueli, gdzie podawał się za pułkownika. W 1822 r. ogłosił powstanie fikcyjnego księstwa Poyais. Rozdawał tytuły arystokratyczne, nadania, odznaczenia fikcyjnego państwa i zdobywał środki finansowe na jego potrzeby poprzez emisję obligacji na londyńskiej giełdzie. Po krachu na londyńskiej giełdzie początkowo zaprzeczał oskarżeniom wobec siebie, ostatecznie przeniósł się do Boulogne we Francji, gdzie znalazł nowych inwestorów dla fikcyjnego kraju. Po zdemaskowaniu został jednak aresztowany i uwięziony na kilka miesięcy. W tym czasie nadal sprzedawał akty własności ziemi w Poyais. W 1836 r. opublikował konstytucję Republiki Poyais, przedstawiając się jako jej prezydent. W 1839 r. wyemigrował do Wenezueli, gdzie – podając się za towarzysza broni Simona Bolivara – uzyskał specjalną emeryturę. Zmarł otoczony szacunkiem w 1845 r.